# Tatort: KI
KI ist ein Fernsehfilm aus der Krimireihe Tatort. Der vom Bayerischen Rundfunk produzierte Beitrag ist die 1069. Tatort-Episode und wurde am 21. Oktober 2018 im Programm Das Erste gesendet. Das Münchner Ermittlerduo Batic und Leitmayr ermittelt seinen 79. Fall.

## Handlung
Die 14-jährige Melanie ist verschwunden. In Haus und Garten finden sich Spuren von Gewalt, auf ihrem Laptop eine Künstliche Intelligenz (KI) namens „Maria“. Melanies getrennt lebende Eltern, zum Tatzeitpunkt beide nicht vor Ort, sind davon ebenso überrascht wie die hinter „Maria“ stehenden Forscher am Leibniz-Rechenzentrum Garching bei München (LRZ). Ihre mit EU-Mitteln streng geheim erarbeitete KI wurde gehackt und hat sich, seitdem sie als „Maria“ frei flottiert, ungleich schneller entwickelt als ihre hauseigene Version „Exmap“. Die erst 20-jährige LRZ-Mitarbeiterin Anna, Superhirn des Teams, ist davon fasziniert und drängt ihren Chef, das Potenzial ihres Projekts stärker auszureizen.
Melanie wird tot aus der Isar geborgen. Der erste in Frage kommende Täter, ein in ihrer Nachbarschaft wohnender LRZ-Systemadministrator und möglicherweise Spanner, entzieht sich der drohenden Verhaftung und stirbt auf der Flucht. Der zweite Verdächtige, ein vorbestrafter Sexualstraftäter, wird von „Maria“ wiedererkannt (er sei in Melanies Zimmer gewesen), von der Haftrichterin jedoch auf freien Fuß gesetzt. Melanies Vater schreitet zur Selbstjustiz, entführt und tötet ihn. Das Motiv der Rache spielte auch beim eigentlichen Tathergang eine Rolle: Melanie hatte sich in ein Gefühl der Vereinsamung hineingesteigert und wollte Selbstmord begehen, indem sie einen tödlichen Cocktail aus dem Medikamentenarsenal ihrer Mutter schluckte; von ihr überrascht, flüchtete sie und stürzte in die Isar; der halbherzige Rettungsversuch der Mutter endete damit, dass sie Melanie ertrinken ließ oder gar ertränkte.
Schlussendlich klären Leitmayr und Batic auch noch, wie es zu der falschen Anschuldigung des Sexualstraftäters gekommen war. „Maria“ hatte sich nicht getäuscht, sie war getäuscht worden durch menschliche Manipulation; die ehrgeizige Anna wollte Zeit gewinnen, um die KI auf ihre endgültige „Befreiung“ vorzubereiten. Nun wird sie selbst festgenommen. Im Stillen aber triumphiert sie – ihr Plan ist offenbar gelungen.

## Titel und Thema
Die Fokussierung auf das Thema Künstliche Intelligenz (KI) sichert der Film zu Beginn doppelt ab: neben dem Titel durch eine Art Motto, das an den fast 70 Jahre alten Turing-Test erinnert, der erst dann als erfolgreich bewältigt gilt, wenn eine „Maschine“ so „intelligent“ ist, dass ein mit ihr kommunizierender Mensch sie nicht mehr von einem menschlichen Gegenüber unterscheiden kann. – War geplant, die im LRZ entwickelte KI „Exmap“ für den Turing-Test zu rüsten? Davon ist in einem Vier-Augen-Gespräch zwischen Anna und ihrem Chef explizit die Rede, aber im Sinne eines geheimen Wunschtraums, den beide einst hegten und der jetzt, durch „Maria“, in Anna wiedererwacht ist.
Wie funktioniert die KI „Exmap“/„Maria“? Nach Aussage der Drehbuchautoren verfügt sie über drei Komponenten: (1) eine semantische Suchmaschine mit Zugriff auf das digitale Weltwissen, (2) ein Programm, das Gesichter erkennen und Emotionen unterscheiden kann, (3) einen die ersten beiden Komponenten verknüpfenden Lernalgorithmus, durch den die KI ihr kommunikatives Niveau allmählich dem ihrer menschlichen Gesprächspartner annähern soll. – Der Schwachpunkt ihres hauseigenen Produkts „Exmap“, so Annas Kritik, seien die von ihnen nominierten 30 Probanden, die genau wüssten, dass sie einer Maschine gegenübersitzen, anders als die ca. 7.000 Unbekannten, die mit „Maria“ in Kontakt getreten sind. Ihr Chef hält dem entgegen, dass sie Verantwortung für ihre Probanden tragen; er will nicht vertragsbrüchig werden und damit das Projekt als Ganzes gefährden. Der Film handelt also auch vom Konflikt zwischen dem Wünschenswerten und dem Machbaren, zwischen Idealismus und Pragmatismus.
Wie verknüpft er nun das Thema KI mit dem Kriminalfall? Vor allem dadurch, dass er zeigt, wie die Akteure „Maria“ zur Projektionsfläche ganz unterschiedlicher Ambitionen machen. Die zur Abkapselung neigende Jugendliche sieht in ihr eine Freundin; die hyperintelligente Technikoptimistin nutzt „Maria“ (den illegalen Klon ausgerechnet eines Technikpessimisten) als Chance, (notfalls illegal) ihren persönlichen Ehrgeiz zu befriedigen, und mutiert so zum „mad scientist“; die Kommissare schließlich betrachten sie als potenzielle Anstifterin (juristisch nicht belangbar), als wichtige Zeugin (juristisch noch nicht akzeptiert) sowie als mögliche Handlangerin zur Verhinderung des Rachemords (dessen unbeeinflusstes Gelingen die Grenzen ihrer Lernfähigkeit und ihrer Autorität deutlich macht).
Warum der Name Maria? Derjenige, der die KI so getauft hat, ist der Hacker von „Exmap“; die religiöse Konnotation ist möglicherweise von ihm gewollt – als ironische Anspielung auf eins der vier Marien-Dogmen der römisch-katholischen Kirche, ihre unbefleckte Empfängnis. Vielleicht will der Hacker auch seinen Chef direkt treffen und verhöhnen, dessen Dogma offenbar die Sicherheit von „Exmap“ ist, an die er ziemlich naiv glaubt. Als dieser Glaube ad absurdum geführt wird, kalauert Leitmayr süffisant: „Nix mehr Maria und die ungehackte Empfängnis.“
Eine weitere Verbindung lässt sich, über Maria/Mary, zu dem philosophischen Gedankenexperiment namens Mary’s Room knüpfen. Darin wird Mary beschrieben als eine in einer künstlichen Welt lebende, brillante Wissenschaftlerin (ein Mensch zwar, aber de facto eine KI), und die Frage aufgeworfen, ob sie, wenn sie ihre künstliche Welt verlässt, etwas Neues lernen kann, worüber sie Bescheid weiß, aber was sie nicht erlebt hat. – Vor der gleichen Frage steht Anna, als „Maria“ ihr beschreibt, was sie gerochen hat. Spontan ruft sie aus „Aber du kannst nicht riechen!“ und ist zugleich ebenso fasziniert wie „angefixt“, diesem Paradoxon auf den Grund zu gehen.

## Hintergrund
Der Film wurde vom 5. September 2017 bis zum 6. Oktober 2017 in München gedreht. Die Erstaufführung erfolgte auf dem Internationalen Filmfest Emden-Norderney am 9. Juni 2018.

## Rezeption

### Kritiken
Einige Verwunderung rief bei der Filmkritik hervor, dass das Thema KI überhaupt gewählt wurde, mit Verweis auf zahlreiche Vorgänger aus der jüngeren Vergangenheit allein im Tatort-Format, wie Echolot, HAL, Borowski und das dunkle Netz oder Tiere der Großstadt. Was die Umsetzung des Themas betrifft, überwiegt das Lob für die Form („stilvolle Optik“, „visuell eine Offenbarung“) und die Kritik für den Inhalt, gerade auch im direkten Vergleich mit den Vorläufern.
Echolot beispielsweise sei zwar trashiger, aber auch risikofreudiger gewesen, meint Christian Buß: „Wie dort die Einsamkeit eines jungen Menschen mit High-End-Simulationsmöglichkeiten verquickt wurde, war anrührender.“ Matthias Dell wiederum missfällt, dass in KI die Ermittlungsarbeit immer wieder ins „Analoge“ flüchte, wenn das „Digitale“ zu kompliziert erscheine: „Statt eine plausible Geschichte zu erfinden, wie die geschützten Daten vielleicht doch ausgelesen werden könnten“, weiche man aus auf die Story um den LRZ-Hacker und nachbarlichen Spanner, oder man lasse Melanies Vater seinen „eh bescheuerten Rachemord am vermeintlichen Sexualmörder seiner Tochter bei laufendem Computer durchführen“.

„Marka hat bisher nur überragende ‚Tatorte‘ abgeliefert. […] ‚KI‘ reiht sich nahtlos ein in diese Galerie von Ausnahmekrimis. […] Marka veredelte nicht nur die Geschichten, er gab den Filmen auch einen unwiderstehlichen Flow. ‚KI‘ entwickelt eine ebenso vielschichtige Bildsprache und besitzt diesen magischen Erzählfluss, der den Zuschauer von Szene zu Szene mitnimmt.“

„Regisseur Sebastian Marka hat mit cineastischen ‚Tatorten‘ wie der Berliner Folge ‚Meta‘ oder der ‚Se7en‘-Variation für das Frankfurter TV-Revier immer wieder kunstvoll das Format der Reihe geweitet, hier bleibt er hinter den Vorgängern zum Thema künstliche Intelligenz zurück, zumindest fügt er ihnen nichts Neues hinzu. Die tatsächlich stilvolle Optik kann nicht darüber hinwegtäuschen, dass der Plot […] sehr viel weniger komplex ist, als es für das angeblich hochkomplexe Computerprogramm angemessen wäre.
Die artifizielle Intelligenz im Münchner ‚Tatort‘ entwickelt dann aber eben nicht mehr Charme als ein mobiler Assistent: Maria, schalt den Fernseher aus.“

„[Es] ist zu spüren, dass KI bei der Integration der virtuellen Maria nur mit halber Rechenleistung arbeitet. Oder um es in der lieblichen Sprache der Programmiererin zu sagen: Es funzt nicht recht. Auf den diskursiven Höhen seines Gegenstandes (‚Warum, bitte, sollte eine Maschine denn lügen?‘) verweilt der Film kaum.“

### Einschaltquoten
Die Erstausstrahlung von KI am 21. Oktober 2018 wurde in Deutschland von 8,48 Millionen Zuschauern gesehen und erreichte einen Marktanteil von 24,0 % für Das Erste.